# Excenevex
Excenevex è un comune francese di 1 005 abitanti, situato nel dipartimento dell'Alta Savoia, nella regione dell'Alvernia-Rodano-Alpi.

## Società

### Evoluzione demografica
Abitanti censiti